# Анеби
Анеби (њем. Ahneby) општина је у њемачкој савезној држави Шлезвиг-Холштајн. Једно је од 134 општинска средишта округа Шлезвиг-Фленсбург. Према процјени из 2010. у општини је живјело 219 становника. Посједује регионалну шифру (AGS) 1059102.

## Географија
Анеби се налази у савезној држави Шлезвиг-Холштајн у округу Шлезвиг-Фленсбург. Општина се налази на надморској висини од 49 метара. Површина општине износи 3,8 km².

## Становништво
У самом мјесту је, према процјени из 2010. године, живјело 219 становника. Просјечна густина становништва износи 58 становника/km².